# Jon Finch
Jon Finch (Caterham, 2 marzo 1942 – Hastings, 28 dicembre 2012) è stato un attore britannico.

## Biografia
Figlio di un promotore finanziario, iniziò a recitare in gruppi amatoriali di teatro e, dopo aver provato anche la carriera musicale con un gruppo folk, all'età di 18 anni partì per il servizio militare, in un reggimento di paracadutisti. Qualche anno dopo tornò a recitare, e interpretò vari ruoli in circa 50-60 opere teatrali, svolgendo all'occorrenza anche il ruolo di assistente.
Negli anni sessanta divenne un volto abbastanza noto della televisione, per poi dedicarsi anche a qualche ruolo cinematografico. Nella prima metà degli anni settanta conobbe il suo momento più felice sul grande schermo, prima partecipando a due horror prodotti dalla Hammer Film Productions, Vampiri amanti (1970) e Gli orrori di Frankenstein (1970), poi interpretando il ruolo di protagonista nel Macbeth diretto nel 1971 da Roman Polański.
Sempre nel 1971, Finch ebbe una parte nel drammatico Domenica, maledetta domenica, interpretato anche da Glenda Jackson e Peter Finch, mentre l'anno successivo interpretò il ruolo di Richard Blaney, l'ex aviatore della RAF ingiustamente sospettato di omicidio nel film Frenzy (1972) di Alfred Hitchcock. Ebbe inoltre il ruolo dell'uomo politico William Lamb, II visconte Melbourne, nel film Peccato d'amore (1972), biografia dell'aristocratica e scrittrice Caroline Lamb, impersonata da Sarah Miles.
Nella seconda metà del decennio Finch apparve ancora, tra gli altri, nel giallo Assassinio sul Nilo (1978) ma iniziò a diradare le proprie apparizioni cinematografiche. La sua carriera, durante gli anni ottanta, attraversò una fase discendente, durante la quale interpretò per lo più ruoli in film horror.

## Filmografia parziale

### Cinema
- Vampiri amanti (The Vampire Lovers), regia di Roy Ward Baker (1970)
- Gli orrori di Frankenstein (The Horror of Frankenstein), regia di Jimmy Sangster (1970)
- Domenica, maledetta domenica (Sunday Bloody Sunday), regia di John Schlesinger (1971)
- Macbeth (The Tragedy of Macbeth), regia di Roman Polański (1971)
- Frenzy, regia di Alfred Hitchcock (1972)
- Peccato d'amore (Lady Caroline Lamb), regia di Robert Bolt (1972)
- Alfa e omega, il principio della fine (The Final Programme), regia di Robert Fuest (1973)
- Una femmina infedele (Une Femme fidèle), regia di Roger Vadim (1976)
- El segundo poder, regia di José María Forqué (1976)
- Die Standarte, regia di Ottokar Runze (1977)
- Assassinio sul Nilo (Death on the Nile), regia di John Guillermin (1978)
- La Sabina, regia di José Luis Borau (1979)
- Breaking Glass, regia di Brian Gibson (1980)
- Gary Cooper, que estàs en los cielos, regia di Pilar Mirò (1980)
- Doktor Faustus, regia di Franz Seitz (1982)
- Giro City, regia di Karl Francis (1982)
- Power Game, regia di Fausto Canel (1983)
- Die Stimme, regia di Gustavo Graef Marino (1988)
- Plaza Real, regia di Herbert Vesely (1988)
- La più bella del reame, regia di Cesare Ferrario (1989)
- Streets of Yesterday, regia di Judd Ne'eman (1989)
- Lurking Fear, regia di C. Courtney Joyner (1994)
- Darklands, regia di Julian Richards (1996)
- White Men Are Cracking Up, regia di Ngozi Onwurah (1996)
- Bloodlines: Legacy of a Lord, regia di Brian Grant (1997)
- Anazapta, regia di Alberto Sciamma (2001)
- Le crociate - Kingdom of Heaven (Kingdom of Heaven), regia di Ridley Scott (2005)

### Televisione
- Diagnosi: morte (Diagnosis: Murder), regia di Sidney Hayers - film TV (1974)
- Racconti del brivido (Hammer House of Horror) - serie TV, episodio 1x01 (1980)

## Doppiatori italiani
Nelle versioni in italiano delle opere in cui ha recitato, Jon Finch è stato doppiato da:
- Walter Maestosi in Enrico IV, parte I e Enrico IV, parte II
- Giancarlo Sbragia in Macbeth
- Piero Tiberi in Vampiri amanti
- Gino La Monica in Peccato d'amore
- Pino Colizzi in Frenzy, La più bella del reame
- Cesare Barbetti in Assassinio sul Nilo
- Vittorio Congia in Le crociate - Kingdom of Haven
- Rino Bolognesi in Alfa Omega, il principio della fine